# 4037 Ікея
4037 Ікея (4037 Ikeya) — астероїд головного поясу, відкритий 2 березня 1987 року.
Тіссеранів параметр щодо Юпітера — 3,303.